# ヨッティングワールド
ヨッティングワールド株式会社（英: Yachting World Co., Ltd.）は、1974年に設立された静岡県田方郡函南町に本拠を置く浮桟橋の製造・販売・レンタルを中心に海洋土木とレジャー産業に商品及びサービスの提供を行うサプライヤー。

## 主な商品
主な商品には自社製品であるピアフロート、ピアポンツーン、EZ DOCK（米国浮桟橋メーカーの総代理店）などがある。
ほかは以下の通り。
- 浮桟橋・ポンツーン
- フロート（災害・防災用、水上遊具・海上遊具・陸上遊具）
- 陸上用品（アルミデッキ材、桟橋アッセンブリー、ビーチクリーナー、人工木材デッキなど）
- カヤック・カヌー、ボート
- 貿易コンサルティング、輸出入代行、ロジスティクス、海洋関連ITサービス
- B&G海洋センター配備艇サービス
- 中古艇販売
- 水上式太陽光発電
- ジェットスパ・プールスパ

## 沿革
- 1974年（昭和49年）9月 - 株式会社伊豆ヨッティングワールドを設立
- 1975年（昭和50年）1月 - 静岡県熱海市上多賀にマリンショップをオープン
- 1987年（昭和62年）4月 - 現ピアフロート（PIA FLOAT）の販売開始
- 1992年（平成4年）1月 - 業務拡張に伴い社名を ヨッティングワールド株式会社に変更
- 1998年（平成10年）1月 - 静岡県田方郡函南町に移転
- 1999年（平成11年）11月 - EZ DOCK の輸入販売元となる。